# Honey Creek Township (comté d'Iowa, Iowa)
Pour les articles homonymes, voir Honey Creek Township.
Honey Creek Township est un township, du comté d'Iowa en Iowa, aux États-Unis,.
Le township est créé en 1856.

## Source de la traduction
- (en) Cet article est partiellement ou en totalité issu de l’article de Wikipédia en anglais intitulé « Honey Creek Township, Emmet County, Iowa » (voir la liste des auteurs).